# Rádio e Televisão de Portugal

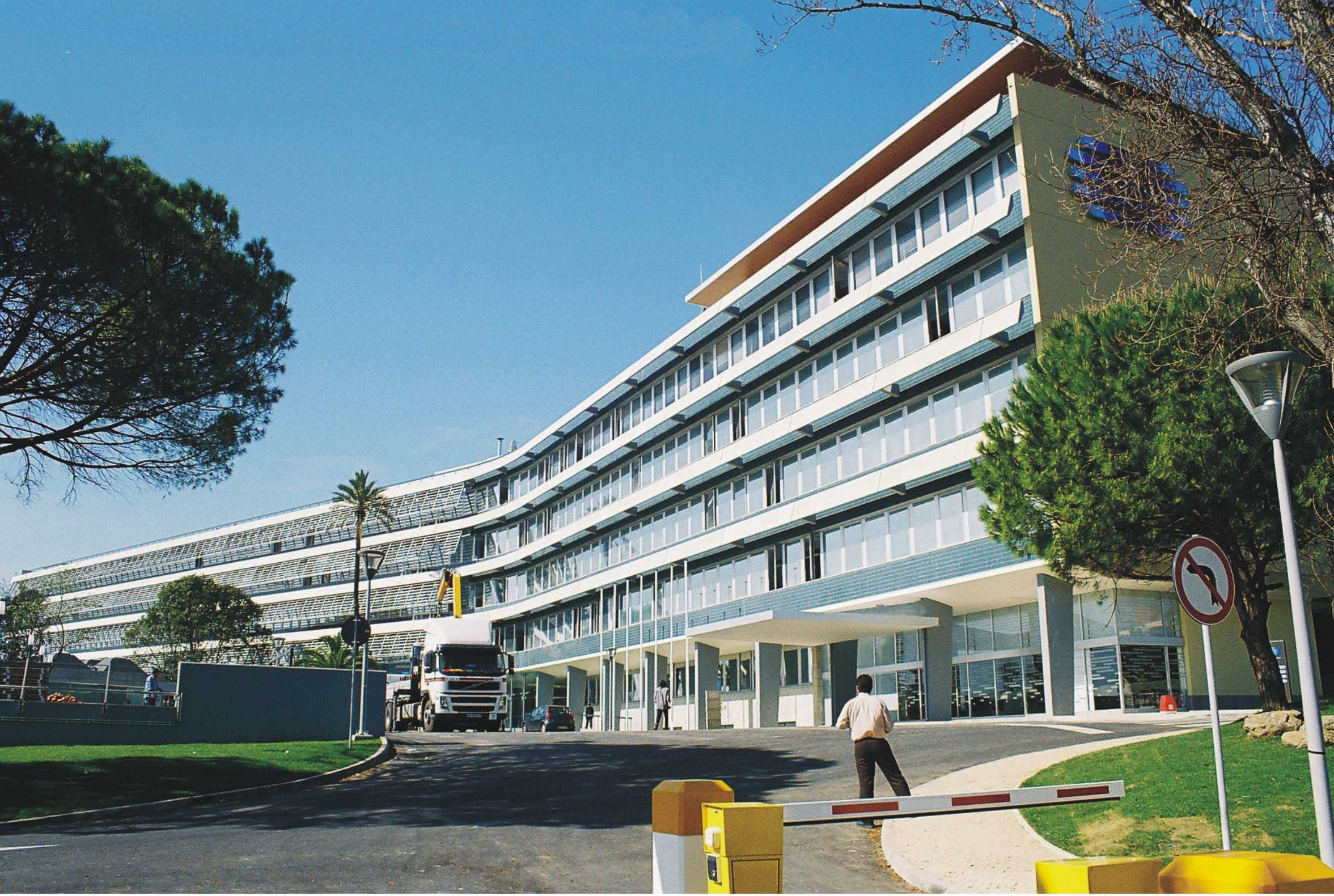
Hoofdkantoor

Rádio e Televisão de Portugal SGPS, SA (Nederlands: Radio en Televisie van Portugal), vaak afgekort tot RTP, is de landelijke publieke televisie- en radiozender van Portugal. Het bestaat uit drie afdelingen: Radiotelevisão Portuguesa (televisie), Radiodifusão Portuguesa (radio) en een productiehuis, RTP Meios de Produção.
RTP is het Portugese lid van de EBU en verzorgt als zodanig de Portugese uitzendingen van het Eurovisiesongfestival.

## Geschiedenis
Radiotelevisão Portuguesa werd opgericht op 15 december 1955. Vanuit de Feira Popular-studio's in Lissabon werden in 1956 de eerste experimentele uitzendingen gedaan; reguliere uitzendingen op het kanaal RTP1, die ongeveer 65% van de Portugese bevolking bereikten, werden op 7 maart 1957 begonnen. Halverwege de jaren 60 zond RTP1 in heel Portugal uit.
Op eerste kerstdag 1968 werd de tweede zender, RTP 2 (nu a dois: of 2: genoemd), gelanceerd, waarna in 1972 twee regionale zenders voor Madeira en de Azoren beschikbaar kwamen.
Voor de Anjerrevolutie was RTP de spreekbuis van het dictatoriale regime, hetgeen erg duidelijk werd toen op 20 juli 1969, de dag van de eerste maanlanding, het nieuws niet daarmee opende maar met een fragment over de opening van een betonfabriek door president Américo Tomás.

## Televisiezenders
- RTP1 - algemene programmering
- RTP2, voornamelijk culturele programmering
- RTP3: themakanaal, alleen via de kabel uitgezonden.
- RTP Internacional of RTPi: internationaal, via kabel en satelliet uitgezonden. In Macau en Oost-Timor worden ook lokale onderwerpen uitgezonden.
- RTP África: via kabel en satelliet uitgezonden in verschillende Afrikaanse landen en Portugal
- RTP Açores: regionale zender voor de Azoren, ook in Madeira via kabel en satelliet te ontvangen
- RTP Madeira: regionale zender voor Madeira, ook op de Azoren via kabel en satelliet te ontvangen
- RTP Memória (RTP Herinneringen): zendt klassieke RTP programma's uit.

## Radiostations
- RDP Antena 1
- RDP Antena 2
- RDP Antena 3
- RDP Internacional
- RDP África
- RDP Açores
- RDP Madeira